# Política de Taiwán
Taiwán, oficialmente la República de China (RDC), se rige en el marco de una república democrática representativa bajo un sistema de cinco poderes ideado por primera vez por Sun Yat-sen en 1906, según el cual, en virtud de las enmiendas constitucionales, el presidente es el jefe de Estado y el premier (presidente del Yuan Ejecutivo) es el jefe de Gobierno, y de un sistema multipartidista. El poder ejecutivo lo ejerce el Yuan Ejecutivo. El poder legislativo recae principalmente en el Yuan Legislativo. El poder judicial es independiente del ejecutivo y del legislativo. Además, el Yuan de Examen se encarga de validar la cualificación de los funcionarios, y el Yuan de Control inspecciona, revisa y audita las políticas y operaciones del gobierno.
En la actualidad, el sistema de partidos está dominado por dos grandes partidos: el Kuomintang (KMT), partidario en general de mantener el marco constitucional de la Constitución de la República de China y profundizar en la cooperación económica con China continental, y el Partido Progresista Democrático (PPD), partidario en general de la independencia de jure de Taiwán y de la eventual abolición de la Constitución de la República de China en favor de la creación de una "República de Taiwán".
Desde el final de facto de la guerra civil china y la retirada del gobierno de la República de China a Taiwán, la actual RDC, o "área libre", está formada actualmente por la isla de Taiwán, Penghu, Kinmen, Matsu y varias islas menores, incluida la isla de Taiping, en el mar de China Meridional. Las seis principales ciudades de Taiwán, Kaohsiung, Nueva Taipéi, Taichung, Tainan, Taipéi y Taoyuan, son municipios especiales. El resto del país está dividido en 3 ciudades y 13 condados. Históricamente, aunque ya no se publica desde principios de la década de 2000, el país se subdividía nominalmente de iure en 35 provincias, 1 región administrativa especial, 2 regiones y 18 municipios especiales.
Antes de las reformas constitucionales de 1991, el sistema político de Taiwán se desarrollaba en el marco de una república democrática representativa parlamentaria, en la que el Presidente desempeñaba un papel principalmente ceremonial como jefe de Estado. El poder ejecutivo lo ejercía el Gobierno. El poder legislativo recae formalmente tanto en el gobierno como en su parlamento tricameral: la Asamblea Nacional, donde elige al Presidente y al Vicepresidente, además de realizar las principales enmiendas constitucionales, el Yuan de Control y el Yuan Legislativo.
Hasta el final del periodo de la ley marcial en 1987, el sistema político taiwanés bajo el régimen del KMT Dang Guo y el Terror Blanco era autoritario, por lo que la oposición política era duramente reprimida, toda actividad religiosa controlada por el KMT, la disidencia no estaba permitida y los derechos civiles estaban cercenados. Tras la democratización de la década de 1990, se legalizaron los nuevos partidos políticos y se levantaron las restricciones a la libertad de expresión y los derechos civiles. En 2022, la Economist Intelligence Unit calificó a Taiwán de "democracia plena" en octavo lugar. Según los índices V-Dem Democracy, Taiwán era en 2023 el segundo país democrático con más elecciones de Asia.

## Marco jurídico
Taiwán se rige por la Constitución de la República de China, redactada en 1947, antes de la caída de la China continental en manos del Partido Comunista Chino (PCCh) y la retirada total del gobierno de la República de China a Taiwán. La Constitución esbozaba un gobierno destinado a la Gran China, con consideraciones territoriales que abarcaban la China continental, Mongolia, Taiwán y otras zonas gobernadas por los Qing. En 1991 se introdujeron importantes enmiendas en la Constitución, y se han hecho varias interpretaciones judiciales para tener en cuenta el hecho de que la Constitución abarca un área mucho menor que la prevista originalmente.
En consonancia con la reivindicación del gobierno del Kuomintang (KMT) de que era el único gobierno legítimo de la Gran China, cuando el KMT huyó a Taipéi en 1949, restableció toda la serie de órganos políticos centrales, que habían existido en la China continental en la capital de jure de Nanjing (Nankín). Aunque gran parte de esta estructura sigue en pie, en 1991 el presidente Lee Teng-hui abandonó extraoficialmente la reivindicación gubernamental de soberanía sobre China continental, declarando que Taiwán no "discute el hecho de que los comunistas controlen China continental". Sin embargo, la Asamblea Nacional no ha cambiado oficialmente las fronteras nacionales nominales, ya que hacerlo podría considerarse un preludio de la independencia formal de Taiwán. La República Popular China ha amenazado varias veces con iniciar una guerra si el gobierno de Taiwán formaliza la independencia, tal y como está codificada en su Ley Antisecesión. Ni la Asamblea Nacional ni el Tribunal Supremo han definido qué significa realmente el término "fronteras nacionales existentes", recogido en la Constitución. Este último se negó a hacerlo, señalando que era una "cuestión política importante".

### Divisiones administrativas
La República de China administra actualmente la isla de Taiwán (Formosa), Penghu (Pescadores), Kinmen (Quemoy) y las islas Matsu. Todo el país está dividido en dos provincias racionalizadas (Taiwán y Fukien) y seis municipios especiales. Desde la racionalización de las provincias y la disolución de facto de los gobiernos provinciales, las ciudades y condados están gobernados directamente por el gobierno central, concretamente por el Yuan Ejecutivo. Las divisiones administrativas gobernadas por el gobierno central son las siguientes
- Seis municipios especiales: Kaohsiung, Nueva Taipéi, Taichung, Tainan, Taipéi y Taoyuan.
- Dos provincias no funcionales: Fukien y Taiwán
  - Tres ciudades provinciales: Chiayi, Keelung y Hsinchu.
  - 13 condados: Changhua, Chiayi, Hsinchu, Hualien, Kinmen, Lienchiang, Miaoli, Nantou, Penghu, Pingtung, Taitung, Yilan y Yunlin.

## Historia política

### Taiwán bajo el dominio Qing
Tras la conquista del reino de Tungning por el almirante Qing Shi Lang, Taiwán quedó bajo el dominio Qing desde 1683 hasta 1895. La dinastía Qing era una monarquía absoluta dirigida por los manchúes, en la que el emperador ostentaba la autoridad absoluta.

### Taiwán bajo dominio japonés
Tras la Primera guerra ino-japonesa, la China Qing cedió Formosa y las islas circundantes a Japón. Bajo el dominio japonés, Taiwán tenía a su gobernador general como jefe de Gobierno bajo la monarquía constitucional dirigida por el emperador. Los taiwaneses de Formosa y Pescadores fueron ciudadanos japoneses hasta el final de la II Guerra Mundial en 1945.
En la década de 1920, activistas liderados por la Taiwanese Cultural Association lanzaron una serie de campañas para solicitar un parlamento taiwanés.

### República de China (1945-presente)

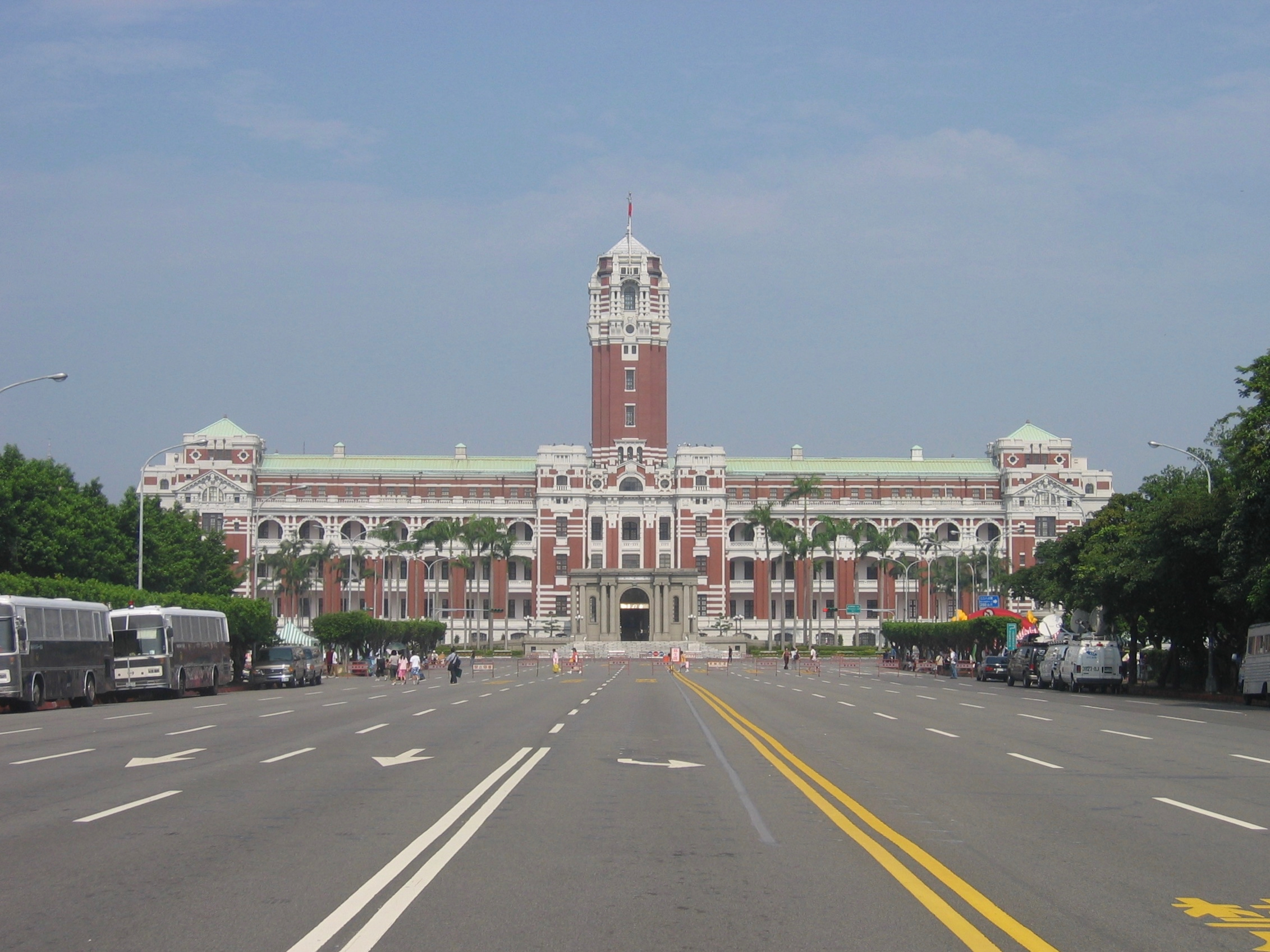
El edificio de la Oficina Presidencial en Taipéi. El Edificio Presidencial alberga la Oficina del Presidente de la República de China desde 1950. Está situado en el distrito Zhongzheng de Taipéi. Anteriormente albergó la Oficina del Gobernador General de Taiwán, durante el periodo de dominación japonesa.

Antes de la retirada de la República de China a Taiwán en 1949, el gobierno del Kuomintang (KMT) de la República de China (RDC) asumió la administración de Taiwán de manos de los japoneses. Escoltado por George H. Kerr, el funcionario del KMT Chen Yi aceptó oficialmente la rendición de Japón el 25 de octubre de 1945 y proclamó ese día como el Día de la Retrocesión.
En los primeros años de gobierno del KMT en Taiwán, la corrupción rampante en la nueva administración encabezada por Chen causó altas tasas de desempleo, enfermedades generalizadas y una grave inflación, lo que a su vez provocó un descontento local generalizado. Estos problemas internos culminaron en el estallido de un levantamiento antigubernamental en 1947. El gobierno impuso la represión militar en lo que se convirtió en una de las más largas imposiciones de la ley marcial por parte de cualquier régimen del mundo, con una duración total de 38 años.
Tras la muerte de Chiang Kai-shek en 1975, el vicepresidente Yen Chia-kan asumió brevemente el poder entre 1975 y 1978, según la Constitución, pero el poder real estaba en manos del primer ministro Chiang Ching-kuo, presidente del KMT e hijo de Chang Kai-shek. Durante la presidencia de Chiang Ching-kuo, de 1978 a 1988, el sistema político de Taiwán comenzó a experimentar una liberalización gradual.
Tras el levantamiento de la ley marcial, se formó el opositor Partido Progresista Democrático y se le permitió participar abiertamente en política. Tras la muerte de Chiang Ching-kuo en 1988, el vicepresidente Lee Teng-hui le sucedió como primer presidente nacido en Taiwán y presidente del KMT. Lee se convirtió en el primer presidente de la RDC elegido por votación popular en 1996, a pesar de las pruebas de misiles de la República Popular China.

### Transición a la democracia
Los cambios en el proceso político fueron el resultado de la tendencia liberalizadora iniciada en la década de 1980 bajo la presidencia de Chiang Ching-kuo. En 1987, levantó el decreto de emergencia, en vigor desde 1948 y que había concedido poderes prácticamente ilimitados al presidente para utilizarlos en la campaña anticomunista. Este decreto sentó las bases de casi cuatro décadas de ley marcial, en virtud de la cual los individuos y grupos que expresaban opiniones disidentes eran tratados con dureza. Expresar opiniones contrarias a la pretensión de las autoridades de representar a toda China o apoyar la independencia de Taiwán se consideraba sedición. El vicepresidente Lee Teng-hui sucedió a Chiang Ching-kuo como presidente a la muerte de éste, el 13 de enero de 1988. Lee fue elegido por la Asamblea Nacional para un mandato de 6 años en 1990, siendo la última vez que un presidente era elegido por la Asamblea Nacional.
Desde el fin de la ley marcial, la República de China ha procurado mejorar el respeto de los derechos humanos y crear un sistema político democrático. Se ha puesto fin a la mayoría de las restricciones a la prensa, se han relajado las restricciones a las libertades personales y se ha levantado la prohibición de organizar nuevos partidos políticos.
Al igual que la Asamblea Nacional tomó medidas en 1994 para permitir la elección popular del presidente, el Yuan Legislativo aprobó en 1994 legislación para permitir la elección directa del gobernador de la provincia de Taiwán y de los alcaldes de los municipios de Taipéi y Kaohsiung. Estas elecciones se celebraron en diciembre de 1994, y el KMT ganó los cargos de gobernador y alcalde de Kaohsiung, y el PPD el de alcalde de Taipéi. En marzo de 1996, Lee Teng-hui fue elegido presidente y Lien Chan vicepresidente, en las primeras elecciones directas celebradas por los votantes taiwaneses. En 1998, Ma Ying-jeou, del KMT, arrebató la alcaldía de Taipéi a Chen Shui-bian, la figura más destacada del opositor PPD. Sin embargo, en las mismas elecciones, Frank Hsieh, del PPD, logró derrotar al titular del KMT en Kaoshiung.
El cargo de gobernador electo y muchos otros elementos del Gobierno Provincial de Taiwán fueron eliminados a finales de 1998. El propósito declarado era racionalizar la eficiencia administrativa, pero algunos comentaristas han afirmado que también se pretendía debilitar la base de poder del gobernador James Soong. En las elecciones locales de noviembre de 1997, el PPD ganó 12 de las 23 elecciones a magistrados de condado y alcaldes de ciudad, frente a las 8 del KMT, superando al KMT por primera vez en unas elecciones importantes.
En marzo de 2000, Chen Shui-bian, candidato del Partido Progresista Democrático, se convirtió en el primer candidato de la oposición que ganaba la presidencia. Su victoria supuso la primera transición del cargo presidencial de un partido político a otro en la República de China. Las elecciones también dividieron la base de apoyo del KMT. James Soong presentó una candidatura independiente a la presidencia tras fracasar en su intento de ser nominado por el partido. En respuesta, el KMT expulsó a Soong y a sus seguidores. Soong y sus seguidores culparon al entonces presidente del KMT, Lee Teng-hui, de albergar sentimientos independentistas y de intentar ayudar a Chen Shui-bian dividiendo el voto del KMT al presentar al menos carismático Lien Chan junto a Soong. Tras perder la votación por un estrecho margen frente a Chen y por delante de Lien, Soong fundó el Partido Primero el Pueblo. Lee Teng-hui se vio pronto obligado a abandonar la presidencia del KMT en medio de protestas y disturbios populares que exigían que asumiera la responsabilidad de la derrota del KMT.
En los meses posteriores a las elecciones presidenciales de 2000, los partidarios de Lee Teng-hui crearon la Unión de Solidaridad con Taiwán, que defendía una postura más radical respecto a la independencia de Taiwán que el Partido Democrático de Taiwán. Por este motivo, Lee fue expulsado del KMT, que fue adoptando una postura más conservadora y favorable a la unificación. Esto permitió la formación de dos coaliciones rivales que desde entonces han dominado la política taiwanesa: la Coalición Pan-Azul, formada por el KMT, el Partido Primero el Pueblo y el Partido Nuevo, y la Coalición Pan-Verde, formada por el Partido Progresista Democrático y la Unión de Solidaridad con Taiwán.
En las elecciones del Yuan Legislativo de 2001, el PPD obtuvo por primera vez una pluralidad de escaños. Sin embargo, la Coalición Pan-Azul obtuvo una pequeña mayoría sobre la Coalición Pan-Verde, lo que hizo descarrilar gran parte de la agenda del Presidente Chen. Esto también dio más poder a los independientes en la legislatura, algunos de los cuales fundaron la Unión de Solidaridad No Partidista en 2004.
En las elecciones del 20 de marzo de 2004, el Presidente Chen Shui-bian fue reelegido para un segundo mandato con el 50,1% del voto popular. Las elecciones se vieron empañadas por un tiroteo la víspera de las elecciones, en el que el Presidente Chen y su compañera de fórmula, la Vicepresidenta Annette Lu, resultaron heridos leves. Aunque la oposición impugnó los resultados y sugirió que el tiroteo fue un montaje para ganar simpatías (ya que se había pronosticado que el Presidente Chen perdería por un estrecho margen), fue la primera vez que el PPD obtenía una mayoría absoluta en unas elecciones en toda la isla.
Las elecciones de marzo incluyeron también un "referéndum de paz". Históricamente, la cuestión de los referendos ha estado estrechamente ligada a la de la independencia de Taiwán, por lo que ha sido un tema delicado en las relaciones a través del Estrecho. El 20 de marzo de 2004 se celebraron dos referendos. En el primero se preguntaba, ante la amenaza de misiles de la RPC, si la RDC debía adquirir sistemas antimisiles. El segundo preguntaba si Taiwán debía adoptar un "marco de paz" para abordar las diferencias con la RPC a través del Estrecho. Sin embargo, ambos referendos no obtuvieron el apoyo de más del 50% de los votantes registrados, como se requiere para que sean válidos. La Coalición Pan-Azul hizo campaña contra el referéndum por considerarlo innecesario e instó a los votantes a boicotearlo.
El Presidente Chen Shui-bian ha pedido importantes reformas constitucionales para 2006, con el fin de reducir aún más los niveles de gobierno e introducir otros cambios estructurales encaminados a mejorar la gobernanza. La República Popular China ha acusado a Chen de utilizar el tema de la Constitución para impulsar a Taiwán hacia la independencia. Sin embargo, en su discurso de investidura del 20 de mayo de 2004, Chen se opuso a utilizar la reforma constitucional para alterar la definición constitucional de la soberanía de Taiwán.
El 23 de agosto de 2004, el Yuan Legislativo aprobó una serie de enmiendas constitucionales que reducen a la mitad el número de escaños del Legislativo y crean distritos uninominales. Las revisiones también eliminan el papel de la Asamblea Nacional y permiten al público confirmar o rechazar futuras revisiones aprobadas por el Legislativo. Estas enmiendas constitucionales fueron ratificadas por la Asamblea Nacional en 2005.
Antes de las elecciones al Yuan Legislativo del 11 de diciembre de 2004, los indicios apuntaban a que el PPD dominaría por primera vez el Legislativo. Las encuestas preveían una gran victoria de los verdes, y la táctica electoral del PPD se basó en ellas. Esta excesiva confianza en las encuestas resultó en un enorme revés. La oposición pan-azul consiguió mantener su estatus mayoritario en el Yuan Legislativo, ganando 114 de los 225 escaños. Los pan-verdes sólo consiguieron 101 escaños. Los 10 escaños restantes fueron ganados por los candidatos independientes. Aunque la coalición Pan-Verde aumentó sus escaños en uno y el PPD siguió siendo el partido más grande, debido a las esperanzas suscitadas las elecciones se consideraron un desastre, y el Presidente Chen dimitió de su cargo de Presidente del PPD como consecuencia de ello.
El 3 de diciembre de 2005, el KMT logró importantes avances en las elecciones municipales, al hacerse con 14 de los 23 escaños de alcalde o magistrado de condado, mientras que el PPD sólo conservó seis escaños de los 10 que tenía anteriormente. El Partido Primero el Pueblo y el Partido Nuevo obtuvieron un escaño cada uno, y un independiente otro. El partido panverde TSU quedó completamente excluido. El presidente del PPD, Su Tseng-chang, había prometido dimitir para asumir la responsabilidad de la derrota. Este dramático revés para el PPD y los pan-verdes fue visto como una reacción a los recientes escándalos de corrupción y a la desaprobación pública de la aparente negativa de Chen Shui-Bian a mejorar las relaciones entre ambos lados del estrecho.
A. M. Rosenthal, ex director ejecutivo de The New York Times, acusó a China de fomentar una política de "apartheid" hacia Taiwán. El Dr. Tan Sun Chen, Ministro de Asuntos Exteriores de Taiwán, afirma que la obstrucción de China en la comunidad internacional ha conducido a un "apartheid político" que "perjudica los derechos humanos, los intereses y la dignidad del pueblo de Taiwán".
En 2000, Chen Shui-bian, del independentista Partido Progresista Democrático (PPD), fue elegido presidente, lo que supuso el primer cambio democrático pacífico de gobierno a favor de un partido de la oposición en la historia de la RDC y el fin decisivo del monopolio gubernamental del KMT.
En las elecciones presidenciales de 2004, al día siguiente de ser víctima de un tiroteo mientras hacía campaña, Chen fue reelegido por un estrecho margen del 0,2%. El KMT presentó demandas para exigir un recuento, alegó fraude en la votación y organizó grandes concentraciones para exigir unas nuevas elecciones. Los tribunales dictaminaron que las elecciones habían sido correctas y válidas.
En los dos mandatos de Chen, el PPD y la Coalición Pan-Verde, de tendencia independentista, no consiguieron la mayoría en la legislatura, y perdieron frente al KMT y la Coalición Pan-Azul, de tendencia pro-unificación. En el sistema de la República de China, el Presidente no tiene poder de veto, por lo que el poder legislativo no está obligado a obtener la aprobación del ejecutivo para aprobar leyes.
En enero de 2008, el partido de la oposición, el Kuomintang, obtuvo una aplastante victoria en las elecciones legislativas. El Partido Progresista Democrático (PPD) del presidente Chen Shui-bian perdió. En marzo de 2008, Ma Ying-jeou, del Kuomintang, fue elegido presidente. En enero de 2012, el presidente Ma Ying-jeou fue reelegido.
En enero de 2016, la candidata del Partido Progresista Democrático, Tsai Ing-wen, ganó las elecciones presidenciales y se convirtió en la primera mujer presidenta de la República de China. En enero de 2020, Tsai fue reelegida, y en las elecciones legislativas simultáneas, el Partido Progresista Democrático (PPD) de la presidenta Tsai obtuvo la mayoría, con 61 de los 113 escaños. El Kuomintang (KMT) obtuvo 38 escaños.
En el siglo XXI, el sistema político de Taiwán ha ido evolucionando hacia la democracia digital, con una mayor participación de la sociedad civil y una mayor transparencia del gobierno.
En enero de 2024, William Lai Ching-te, del gobernante Partido Progresista Democrático, ganó las elecciones presidenciales taiwanesas de 2024. Sin embargo, ningún partido obtuvo la mayoría en las elecciones legislativas simultáneas de Taiwán por primera vez desde 2004, lo que supuso 51 escaños para el Partido Progresista Democrático (PPD), 52 escaños para el Kuomintang (KMT) y el Partido Popular de Taiwán (TPP) obtuvo ocho escaños.

## Actualidad política

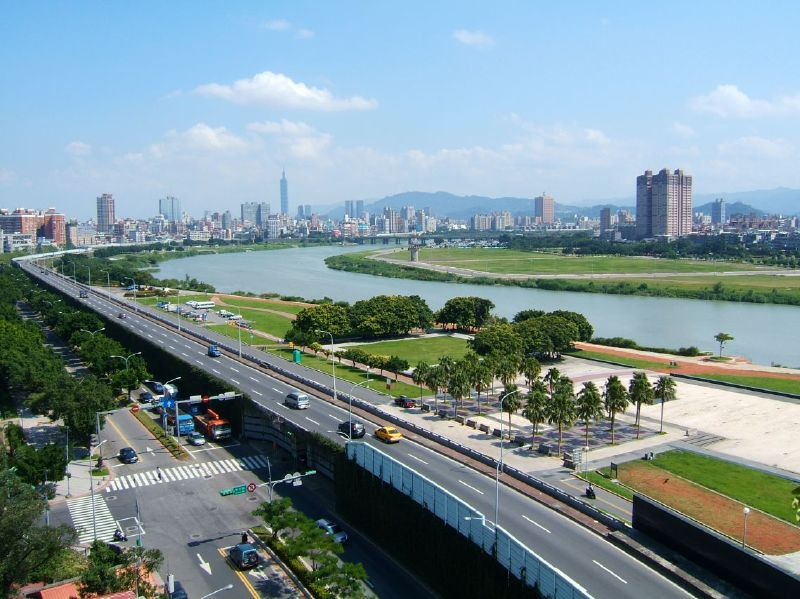
Un tramo de autopista en Taipéi, Taiwán.

La cuestión política dominante actual en Taiwán es su relación con el Gobierno de la República Popular China (RPC), que tiene jurisdicción sobre China continental. En concreto, muchos taiwaneses desean la apertura de enlaces de transporte directos con China continental, incluidos vuelos directos, lo que ayudaría a muchas empresas taiwanesas que han abierto fábricas o sucursales en China continental. La anterior administración del PPD temía que tales vínculos condujeran a una mayor integración económica y, por tanto, política con la RPC, y en el discurso del Año Nuevo Lunar de 2006, Chen Shui-bian pidió que se gestionara la apertura de los vínculos.
China continental y Taiwán reanudaron los vuelos regulares directos o las relaciones a través del Estrecho el 4 de julio de 2008, después de seis décadas, como un "nuevo comienzo" en sus tensas relaciones. Liu Shaoyong, presidente de China Southern Airlines, pilotó el primer vuelo de Guangzhou a Taipéi (aeropuerto internacional de Taoyuan). Simultáneamente, un vuelo de China Airlines con base en Taiwán voló a Shanghái. Cinco ciudades de China continental estarán conectadas con ocho aeropuertos de Taiwán, con 4 días a la semana, 36 vuelos de ida y vuelta a través del estrecho de Taiwán, eliminando así las escalas en Hong Kong que conllevaban más tiempo. Otros asuntos políticos importantes son la aprobación de un proyecto de ley de adquisición de armas que Estados Unidos autorizó en 2001. Sin embargo, en 2008, Estados Unidos se mostró reacio a enviar más armas a Taiwán por temor a que obstaculizara la reciente mejora de los lazos entre China y Taiwán. Otra cuestión política importante es la creación de una Comisión Nacional de Comunicaciones que sustituya a la Oficina de Información del Gobierno, cuyo presupuesto para publicidad ejercía un gran control sobre los medios de comunicación.
La reforma bancaria, incluida la financiación al consumo (limitación de los tipos de las tarjetas de crédito) y las fusiones bancarias, también es un asunto importante. El sector financiero taiwanés es bastante inmanejable, con más de 48 bancos, ninguno de los cuales tiene una cuota de mercado superior al 10%. Además, el gobierno controla entre el 50% y el 60% de los activos bancarios de Taiwán. El objetivo último es la creación de grandes instituciones financieras que tengan capacidad para competir a escala internacional.
A principios de 2006, el Presidente Chen Shui-bian fue vinculado a posibles casos de corrupción. El efecto político fue grande, causando una división tanto en la dirección del PPD como en sus partidarios. En algún momento, esto llevó a la creación de un bando político liderado por el exlíder del PPD Shih Ming-teh, que cree que el presidente debería dimitir. Los activos del KMT continúan siendo otro problema importante, ya que en otra época fue el partido político más rico del mundo. A finales de 2006, el presidente del KMT, Ma Ying-jeou, también se vio envuelto en polémicas de corrupción, aunque desde entonces ha sido absuelto por los tribunales. Desde que terminó su segundo mandato como Presidente, Chen Shui-bian ha sido acusado de corrupción y lavado de dinero.
Se creía segura la fusión del KMT y el Partido Primero el Pueblo (PFP), pero una serie de deserciones del PFP al KMT han aumentado las tensiones dentro del bando panazul.
En 2006, a raíz del escándalo de los grandes almacenes Pacific Sogo, la Coalición Pan-Azul, favorable al KMT, propuso la destitución del Presidente, pero no obtuvo el número necesario de votos en la asamblea legislativa. Este fracaso dio lugar a la campaña "Abajo Ah-Bian", que pretendía presionar al presidente para que dimitiera de su cargo. La campaña comenzó el 1 de septiembre de 2006. Los organizadores de la campaña afirmaron que el primer día de la huelga atrajo a 300.000 personas en Taipéi, mientras que la policía estimó que el número se acercaba a las 90.000. El activista y político Shih Ming-te dirigió la manifestación "Abajo Ah-Bian" como una sentada pacífica por toda la capital, asediando la residencia presidencial. Aunque las protestas han sido mayoritariamente pacíficas, se han producido incidentes aislados de violencia asociados a la campaña, como peleas a puñetazos entre legisladores panazules y panverdes (pro-PPD). El acto "Arriba Ah-Bian" se organizó para contrarrestar la campaña "Abajo Ah-Bian". El 13 de octubre de 2006, la Coalición Pan-Azul intentó de nuevo aprobar una moción de destitución contra el presidente de la República de China, Chen Shui-bian, que tampoco obtuvo suficientes votos en la asamblea legislativa.
El 3 de noviembre de 2006, los fiscales de Taiwán declararon que tenían pruebas suficientes para acusar a la esposa de Chen de corrupción en relación con su gestión de un fondo diplomático secreto. Según los fiscales, aunque Chen no sería procesado durante su mandato, existe la posibilidad de que lo sea después de abandonar el cargo.

## Estatus político
Una cuestión clave ha sido el propio estatus político de Taiwán. Con el aislamiento diplomático provocado en las décadas de 1970 y 1980, se ha abandonado la idea de "recuperar el continente" por la fuerza y se ha reforzado el movimiento de localización taiwanés. La relación con la República Popular China y las cuestiones relacionadas de la independencia de Taiwán y la reunificación china siguen dominando la política taiwanesa.
La escena política de la República de China está dividida en dos bandos: el KMT, el Partido Primero el Pueblo (PFP) y el Partido Nuevo, favorables a la reunificación, forman la Coalición Pan-Azul; el Partido Progresista Democrático (PPD), el Partido Socialdemócrata (SDP), fuertemente independentista, y el Partido para la Construcción del Estado de Taiwán (TSP) forman la Coalición Pan-Verde. Debido al predominio de la cuestión reunificación-independencia en la escena política de Taiwán, es difícil clasificar a uno u otro bando como de "derechas" o de "izquierdas" sobre la base convencional de políticas económicas o sociales. 
Los partidarios del bando panverde tienden a favorecer que la República de China sea un país distinto de la República Popular China. Muchos panverdes abogan por la independencia formal de Taiwán y por abandonar el título de República de China. Sin embargo, miembros más progresistas de la coalición, como el expresidente Chen Shui-bian, han moderado sus opiniones y afirman que no es necesario proclamar la independencia porque Taiwán ya es "un país independiente y soberano" y que la República de China es lo mismo que Taiwán. Algunos miembros adoptan una postura mucho más extrema sobre el estatus de Taiwán, afirmando que la República de China es inexistente y reclamando el establecimiento de una "República de Taiwán" independiente. Los partidarios de esta idea han llegado incluso a expedir "pasaportes" de fabricación propia para su república. Sin embargo, los funcionarios del aeropuerto internacional Chang Kai-shek han impedido el uso de estos "pasaportes".
Mientras que el bando panverde está a favor de que Taiwán tenga una identidad separada de la de China, algunos miembros panazules, sobre todo antiguos líderes de la generación anterior, parecen apoyar firmemente el concepto de República de China, que sigue siendo un símbolo importante de sus vínculos con China. Durante su visita a China continental en abril de 2005, el expresidente del KMT, Lien Chan, reiteró la creencia de su partido en la política de "una sola China", que afirma que sólo hay una China controlada por dos gobiernos y que Taiwán forma parte de China. James Soong, presidente del PPT, se expresó en el mismo sentido durante su visita en mayo. En contraste con las posturas de estos dos líderes de la generación anterior, la posición más mayoritaria de los panazules es la de proseguir las negociaciones con la RPC para abrir inmediatamente conexiones directas de transporte con China y levantar las restricciones a la inversión. En cuanto a la independencia, la posición mayoritaria de los panazules es simplemente mantener la situación actual de la República de China y estar abiertos a negociar la unificación una vez que China se haya democratizado lo suficiente como para respetar los derechos humanos.
Por su parte, la RPC ha indicado que considera mucho más aceptable una República de China que un Taiwán independiente. Irónicamente, aunque considera a la República de China una entidad ilegítima, ha declarado que cualquier esfuerzo de Taiwán por abolir formalmente la República de China o renunciar formalmente a su reivindicación sobre China continental provocaría una reacción enérgica y posiblemente militar. Sin embargo, la defensa de Taiwán por parte de EE. UU. y Japón es probable, por lo que, en realidad, no está claro cuál sería la reacción de la RPC. La postura actual de EE. UU. es que la cuestión de Taiwán debe resolverse pacíficamente y que condena las acciones unilaterales de cualquiera de las partes, una invasión no provocada por parte de China o una declaración de independencia formal por parte de Taiwán.

### Identidad nacional
Aproximadamente el 84% de la población de Taiwán desciende de chinos Han que emigraron de China continental entre 1661 y 1895. Otra fracción significativa desciende de chinos Han que emigraron de China continental en las décadas de 1940 y 1950. Pero entre 1895 y la actualidad, Taiwán y China continental sólo han compartido gobierno durante 4 años. El origen cultural compartido, combinado con varios cientos de años de separación geográfica, algunos cientos de años de separación política e influencias extranjeras, así como la hostilidad de la rivalidad entre Taiwán y la China, han dado lugar a que la identidad nacional sea una cuestión polémica con tintes políticos. Desde la democratización y el levantamiento de la ley marcial, una identidad taiwanesa diferenciada (en contraposición a la identidad taiwanesa como subconjunto de una identidad china) suele estar en el centro de los debates políticos. Su aceptación distingue a la isla de la China continental y, por tanto, puede considerarse un paso hacia la formación de un consenso para la independencia de jure de Taiwán. Los verdes apoyan la identidad taiwanesa, mientras que los azules sólo la china. El KMT ha restado importancia a esta postura en los últimos años y ahora apoya la identidad taiwanesa como parte de la identidad china.
Según una encuesta realizada en marzo de 2009, el 49% de los encuestados se considera únicamente taiwanés, y el 44% se considera taiwanés y chino. El 3% se considera únicamente chino. Otra encuesta, realizada en Taiwán en julio de 2009, mostró que el 82,8% de los encuestados considera que Taiwán y China son dos países separados que se desarrollan cada uno por su cuenta. Una encuesta realizada en diciembre de 2009, mostró que el 62% de los encuestados se considera únicamente taiwanés, y el 22% se considera tanto taiwanés como chino. El 8% se considera únicamente chino. La encuesta también muestra que entre los encuestados de 18 a 29 años, el 75% se considera solo taiwanés.
| Encuesta                                                                           | Taiwanés | Chino | Taiwanés y chino                                       |
| ---------------------------------------------------------------------------------- | -------- | ----- | ------------------------------------------------------ |
| Comisión de Investigación, Desarrollo y Evaluación, Yuan Ejecutivo (abril de 2008) | 67.1%    | 13.6% | 15.2%                                                  |
| Sondeo de TVBS (junio de 2008)                                                     | 45%      | 4%    | 45%                                                    |
| Common Wealth Magazine (diciembre de 2009)                                         | 62%      | 8%    | 22%                                                    |
| Universidad Nacional Chengchi (junio de 2010)                                      | 51.6%    | 3.8%  | 40.4%                                                  |
| Sondeo de TVBS (marzo de 2009)                                                     | 72%      | 16%   | (no fue considerado como alternativa en esta encuesta) |
| Sondeo de TVBS (marzo de 2009)                                                     | 49%      | 3%    | 44%                                                    |

### Relaciones a través del Estrecho
A pesar de las diferencias entre Taiwán y China continental, los contactos entre ambos lados del Estrecho de Taiwán han aumentado significativamente en la última década. La República de China ha seguido flexible ante las restricciones a los contactos no oficiales con la República Popular China, y la interacción a través del Estrecho ha proliferado. Desde 1987, año en que se levantó la prohibición de viajar a la China continental, los taiwaneses han realizado más de 10 millones de viajes. La Oficina de Comercio Exterior de la República de China calcula que el comercio indirecto con China continental alcanzó unos 61.639 millones de dólares, el 18% del comercio total de la República de China, en 2004. Este comercio indirecto favorece en gran medida a Taiwán, ya que proporciona otra salida a la pujante economía de la isla. En un intento de facilitar el comercio, en 1995 el Yuan Ejecutivo aprobó la construcción de un centro de transbordo en alta mar en el puerto de Kaohsiung, a través del cual se permitiría la navegación directa con el continente. En abril de 1997 se autorizó por primera vez el transporte marítimo directo a través del Estrecho entre determinados puertos de China continental y Kaohsiung para las mercancías transbordadas a través de Taiwán.
Pekín ha expresado una opinión contradictoria sobre estos acontecimientos. Los dirigentes de la RPC están satisfechos con el desarrollo de los lazos e intercambios económicos, que creen que ayudan a su causa de unificación. Sin embargo, el aumento de los contactos, combinado con la liberalización política interna en Taiwán, también ha dado lugar a un debate más abierto en Taiwán sobre el futuro de Taiwán, incluida la opción de la independencia, a la que Pekín se opone firmemente.
Cuando Lee Teng-hui visitó su alma mater en Estados Unidos en 1995, recibió duras críticas de la República Popular China, que acabaron desembocando en la Tercera Crisis del Estrecho de Taiwán. En 1999, Lee Teng-hui calificó las relaciones entre la República de China y China continental como "entre dos Estados", lo que fue denunciado por el gobierno chino; Lee cambió parcialmente su declaración anterior y se refirió al consenso de 1992 entre la República de China y la República Popular China. Los representantes de las empresas taiwanesas están preocupados por cuestiones como la seguridad, la corrupción y los conflictos contractuales, lo que les ha llevado a ser más precavidos y a buscar vías de inversión alternativas, pero no a retirarse totalmente de China continental. El presidente Chen aún tiene que revisar la política de "sin prisas, con paciencia" de la administración anterior en relación con las inversiones entre Taiwán y China continental para evitar una dependencia excesiva de la RPC. Como resultado de esta política, la República de China impuso restricciones a las inversiones en infraestructuras a gran escala en China continental en 1997.
El desarrollo de las relaciones semioficiales a través del Estrecho ha sido gradual. Antes de abril de 1993, cuando se celebraron conversaciones en Singapur entre los directores de dos organizaciones intermediarias privadas -la Straits Exchange Foundation (SEF) de Taiwán y la Association for Relations Across the Taiwan Strats (ARATS) de la RPC- se habían producido algunos intercambios de bajo nivel entre ambos lados del Estrecho. Las conversaciones de abril de 1993 entre la SEF y la ARATS abordaron principalmente cuestiones técnicas relacionadas con las interacciones a través del Estrecho. Las conversaciones a bajo nivel continuaron con bastante regularidad hasta que fueron suspendidas por Pekín en 1995, tras la visita del presidente Lee a Estados Unidos. Los intercambios no oficiales se reanudaron en 1997 mediante reuniones informales entre el personal de las organizaciones representativas no oficiales de ambas partes. Los contactos directos SEF-ARATS se reanudaron en abril de 1998, y el Presidente del SEF visitó China continental en octubre de 1998. Sin embargo, una visita prevista del presidente del ARATS, Wang Daohan, a Taiwán en otoño, se pospuso tras las declaraciones del entonces presidente Lee Teng-hui de que las relaciones entre China continental y Taiwán debían llevarse a cabo como "de Estado a Estado" o, al menos, como "relaciones especiales de Estado a Estado". Desde su toma de posesión el 20 de mayo de 2000, el Presidente Chen ha hecho un llamado para reanudar el diálogo a través del Estrecho sin condiciones previas. El Presidente Chen ha afirmado que dichas conversaciones deben llevarse a cabo sobre la base del "espíritu de 1992", en referencia al acuerdo para celebrar las conversaciones de Singapur en 1993. La RPC, sin embargo, ha insistido en que el Presidente Chen debe reconocer el principio de una sola China antes de que puedan celebrarse las conversaciones.

## Gobierno
| Cargo                           | Nombre          | Partido político                | Fecha de inicio         |
| ------------------------------- | --------------- | ------------------------------- | ----------------------- |
| Presidente                      | Lai Ching‑te    | Partido Progresista Democrático | 20 de mayo de 2024      |
| Vicepresidenta                  | Hsiao Bi-khim   | Partido Progresista Democrático | 20 de mayo de 2024      |
| Presidente del Yuan Ejecutivo   | Chen Chien-jen  | Partido Progresista Democrático | 31 de enero de 2023     |
| Presidente del Yuan Legislativo | Han Kuo-yu      | Kuomintang                      | 1 de febrero de 2024    |
| Presidente del Yuan Judicial    | Hsu Tzong-li    | Independiente                   | 1 de noviembre de 2016  |
| Presidente de Yuan de Examen    | Huang Jong-tsun | Independiente                   | 1 de septiembre de 2020 |
| Presidente del Yuan de Control  | Chen Chu        | Partido Progresista Democrático | 1 de agosto de 2020     |

### Presidencia
El Presidente es el jefe de Estado de la República de China y comandante en jefe de las fuerzas armadas. El Presidente tiene autoridad sobre los cinco poderes administrativos (Yuan): Ejecutivo, Legislativo, de Control, Judicial y de Examen.

### Asamblea Nacional

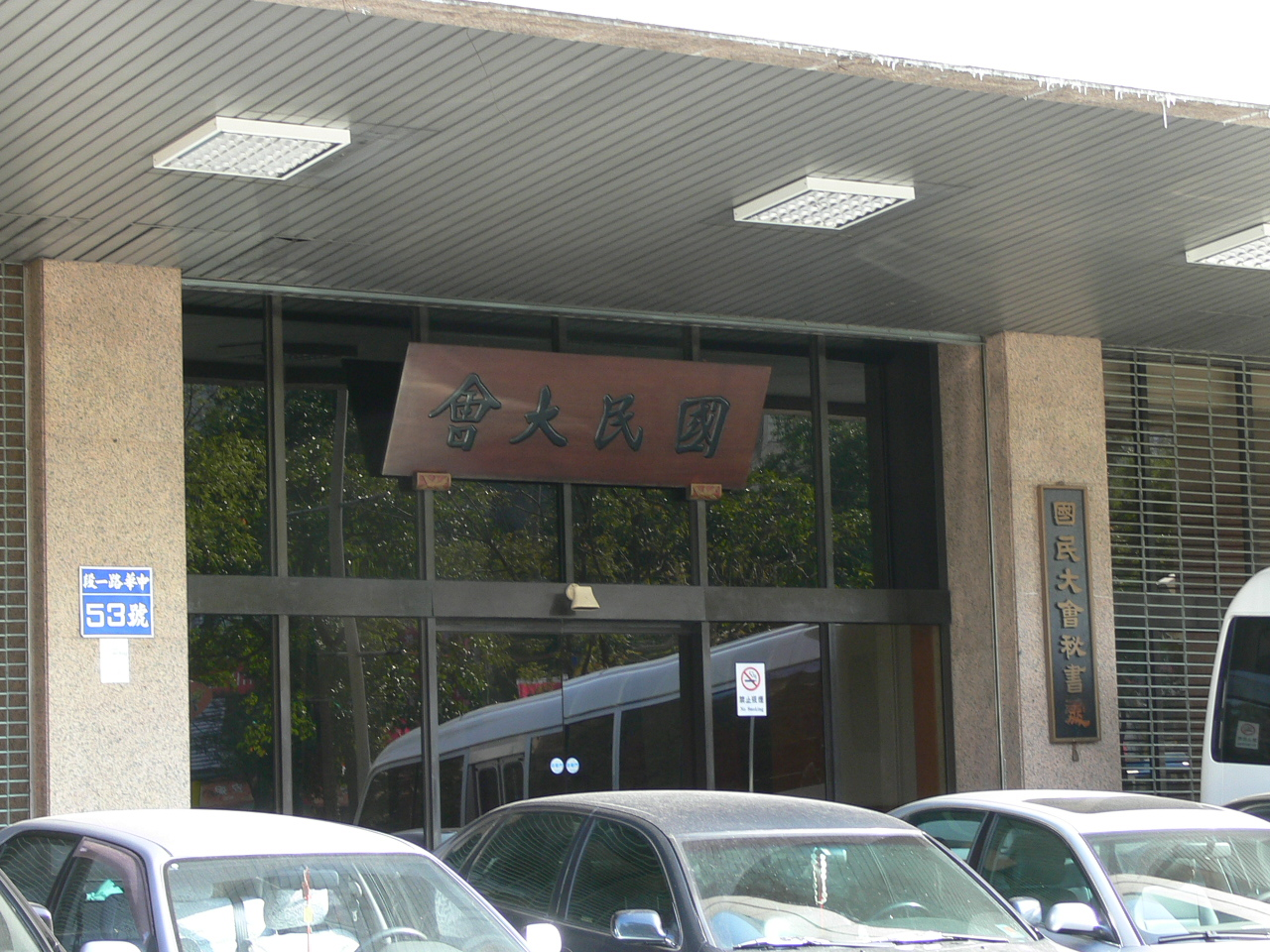
Asamblea Nacional.

La Asamblea Nacional de la República de China fue elegida en China continental en 1947 para desempeñar oficialmente las funciones de elegir al presidente, enmendar la constitución y ejercer la soberanía de los ciudadanos, pero en realidad, el papel de la Asamblea en Taipéi parecía reconfirmar los poderes ejecutivos del presidente Chang Kai-shek. La Asamblea Nacional se restableció en Taiwán cuando el gobierno se trasladó. Ante la imposibilidad de celebrar elecciones posteriores para representar a las circunscripciones de China continental, los representantes elegidos en 1947-48 ocuparon estos escaños "indefinidamente". Sin embargo, en junio de 1990, el Consejo de Grandes Jueces ordenó la jubilación, efectiva en diciembre de 1991, de todos los miembros de la Asamblea Nacional, el Yuan Legislativo y otros órganos elegidos "indefinidamente".
La segunda Asamblea Nacional, elegida en 1991, estaba compuesta por 325 miembros. La mayoría fueron elegidos directamente; 100 fueron elegidos de listas de partidos en proporción al voto popular. Esta Asamblea Nacional enmendó la constitución en 1994, allanando el camino para la elección directa del presidente y el vicepresidente que se celebró en marzo de 1996. La Asamblea Nacional conservó la autoridad para enmendar la Constitución, destituir o impugnar al presidente o al vicepresidente, y ratificar determinados nombramientos presidenciales de alto nivel. En abril de 2000, los miembros de la Asamblea Nacional votaron a favor de permitir que sus mandatos expiraran sin celebrar nuevas elecciones. También determinaron que dichas elecciones se convocarían en caso de que la Asamblea Nacional fuera necesaria para decidir una revocación presidencial o una enmienda constitucional. En los últimos años, la Asamblea Nacional ha cedido la mayoría de sus poderes al Yuan Legislativo, incluida la facultad de destitución. En 2005, la Asamblea Nacional se abolió a sí misma de forma permanente al ratificar una enmienda constitucional aprobada por el Yuan Legislativo.
Enmendar la Constitución de la República de China requiere ahora la aprobación de tres cuartas partes del cuórum de miembros del Yuan Legislativo. Este cuórum requiere al menos tres cuartas partes de todos los miembros de la Asamblea Legislativa. Una vez aprobada por la legislatura, la enmienda necesita la ratificación de al menos el cincuenta por ciento de todos los votantes con derecho a voto de la República de China, independientemente de la participación electoral.

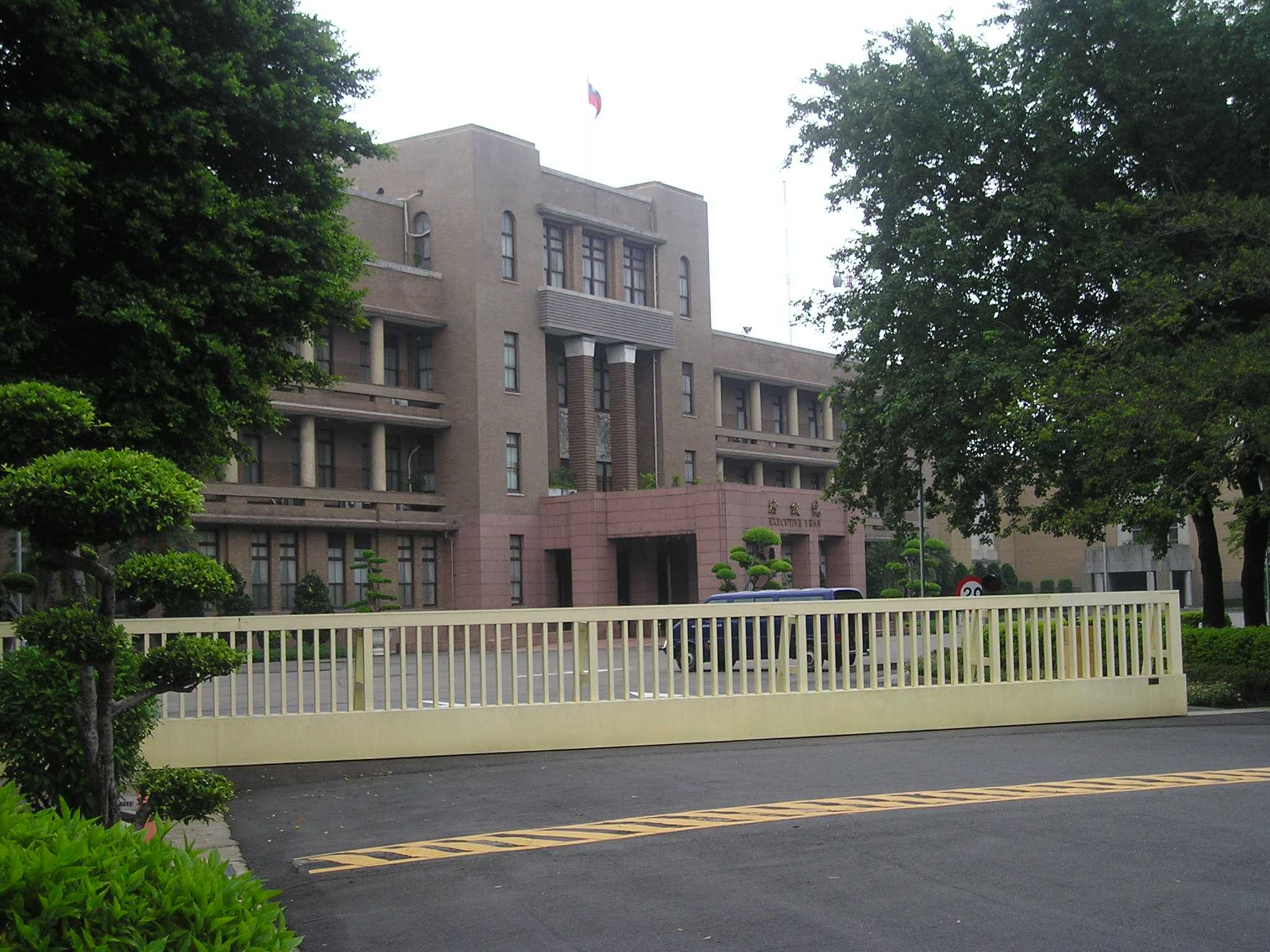
Yuan Ejecutivo.

### Yuan Ejecutivo
El Yuan Ejecutivo está formado por el primer ministro, el vice primer ministro y los miembros del gabinete responsables de la política y la administración. El Presidente de la República nombra al Primer Ministro, que es oficialmente el Presidente del Yuan Ejecutivo.

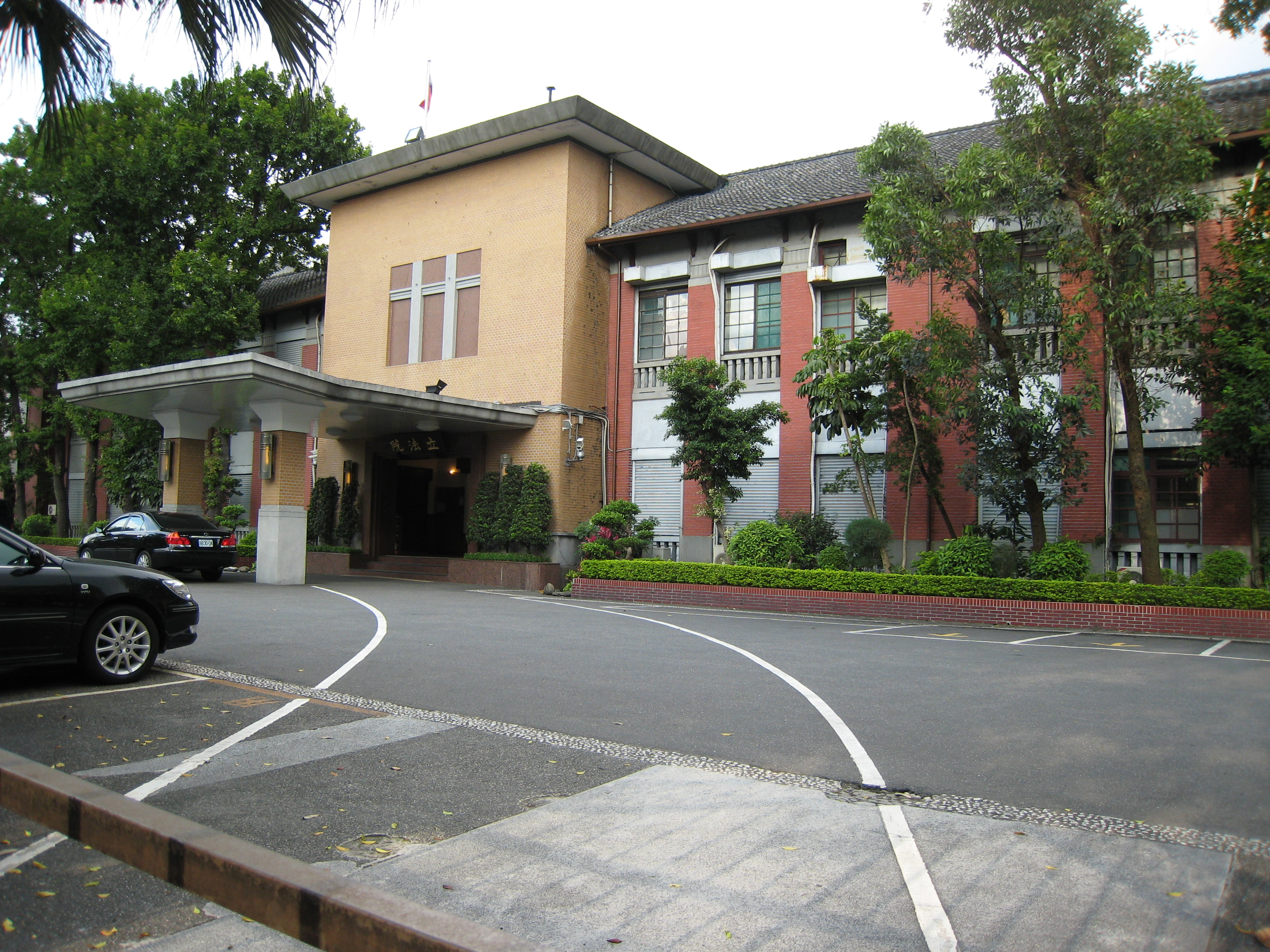
Yuan Legislativo.

### Yuan Legislativo
El principal órgano legislativo, el Yuan Legislativo (YL), fue elegido en 1947. El primer LY contaba con 773 escaños y se consideraba una institución de "sello de goma". Al igual que la Asamblea Nacional, los representantes elegidos en 1947-48 ocuparon estos escaños "indefinidamente" hasta la sentencia de 1991. La segunda LY fue elegida en 1992. La tercera, elegida en 1995, tenía 157 miembros con mandatos de tres años. La cuarta, elegida en 1998, se amplió a 225 miembros. El LY ha mejorado enormemente su posición en relación con el Yuan Ejecutivo y se ha establecido como un actor importante a nivel central. Junto con el aumento de su fuerza y tamaño, este órgano está empezando a reflejar el sistema político recientemente liberalizado. En las elecciones de 1992 y 1995, el principal partido de la oposición -el Partido Progresista Democrático (PPD)- desafió el dominio del KMT en el Legislativo. En ambas elecciones, el PPD obtuvo una parte significativa de los escaños de la LY, y el KMT sólo mantuvo la mitad de los escaños de la LY. En 1998, sin embargo, el KMT aumentó su mayoría en la LY del 50% al 55% y continuó desempeñando un papel dominante en la legislatura como principal partido de la oposición. En las elecciones de 2001, el PPD se convirtió en el partido mayoritario tras las grandes pérdidas sufridas por el KMT. El control del Yuan volvió a manos del KMT tras las elecciones de 2008, mientras que en 2016 el PPD recuperó la condición de partido mayoritario y alcanzó la mayoría por primera vez en la historia.

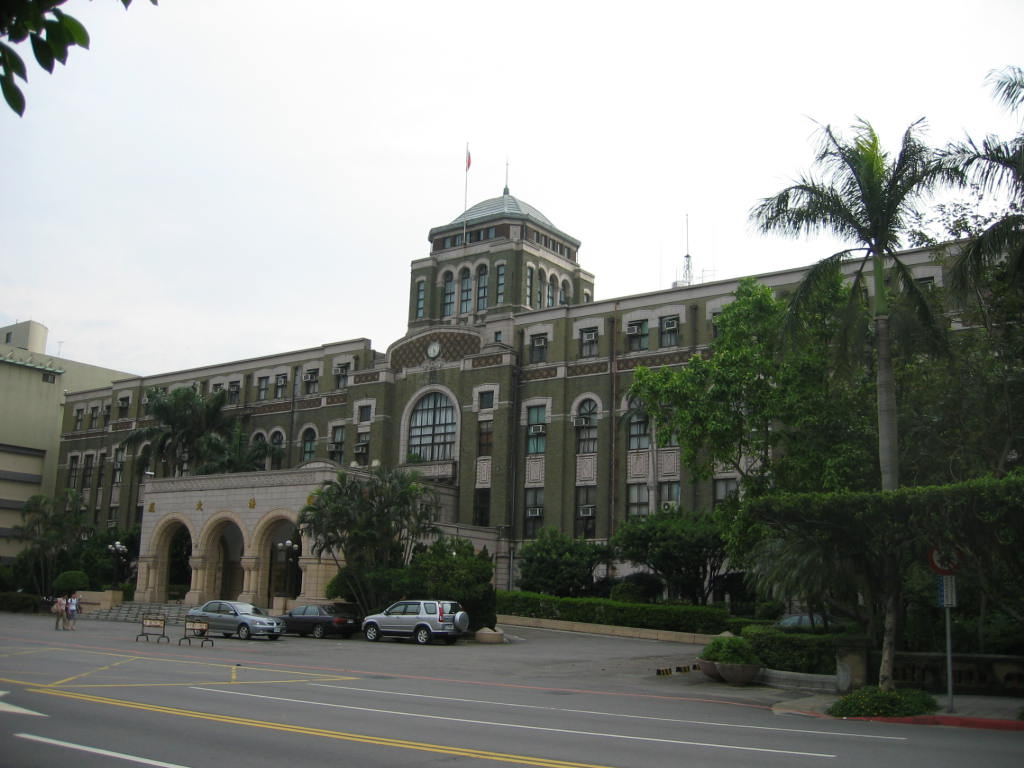
Yuan Judicial.

### Yuan Judicial
El Yuan Judicial (YJ) administra el sistema judicial de la República de China. Incluye un Consejo de Grandes Jueces de 15 miembros que interpreta la Constitución. Los Grandes Jueces son nombrados por el Presidente, con el consentimiento del Yuan Legislativo, para mandatos de 8 años.

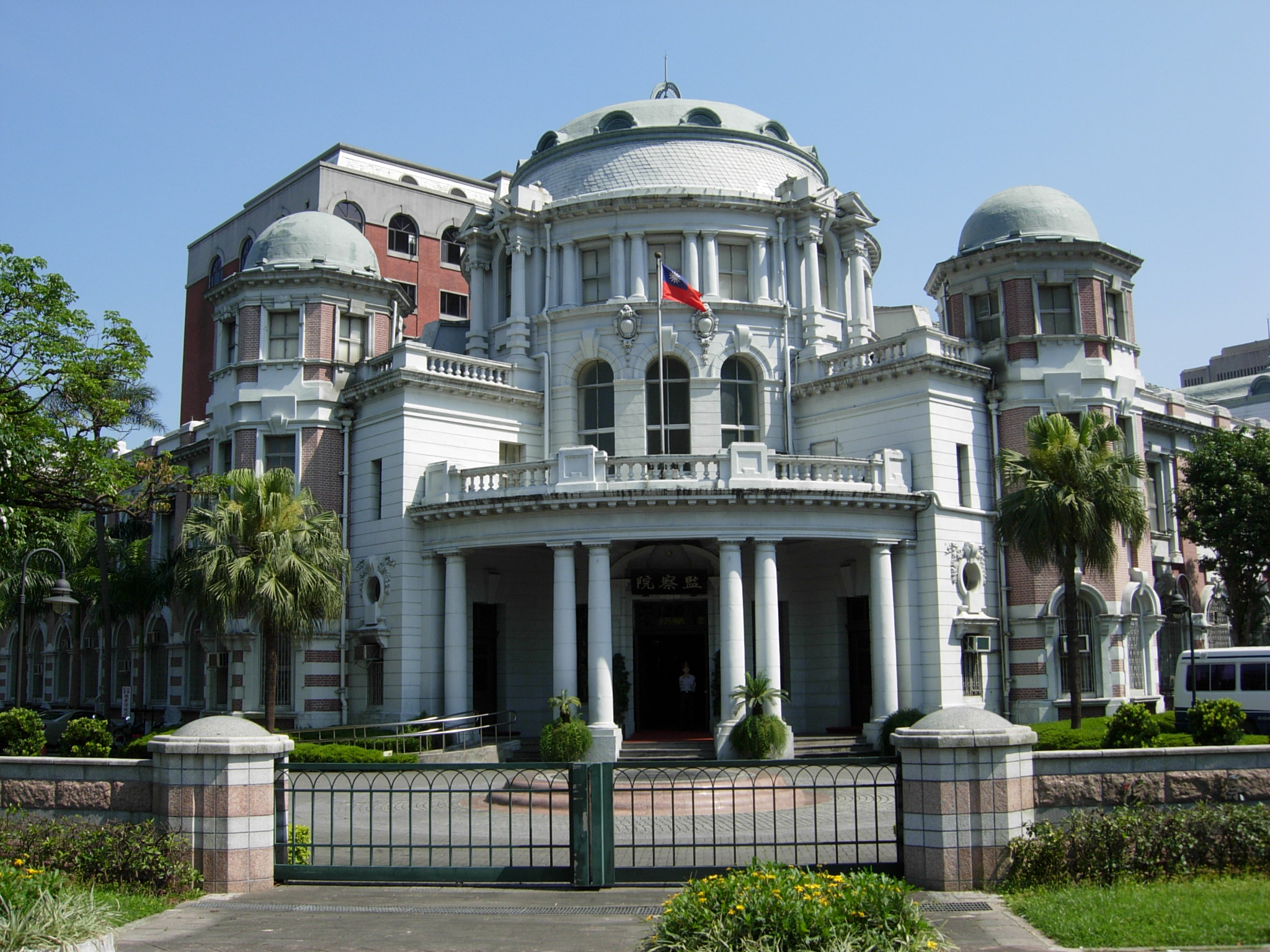
Yuan de Control.

### Yuan de Control
El Yuan de Control (YC) fue elegido en 1947 por las legislaturas provinciales. En su forma actual, desde 1993 supervisa la eficacia del servicio público e investiga los casos de corrupción. Los 29 miembros del Yuan de Control son nombrados por el Presidente y aprobados por el Yuan Legislativo; ejercen un mandato de 6 años. En los últimos años, el Yuan de Control se ha vuelto más activo y ha llevado a cabo varias investigaciones importantes y destituciones. El actual presidente del Yuan de Control es Chang Po-ya.

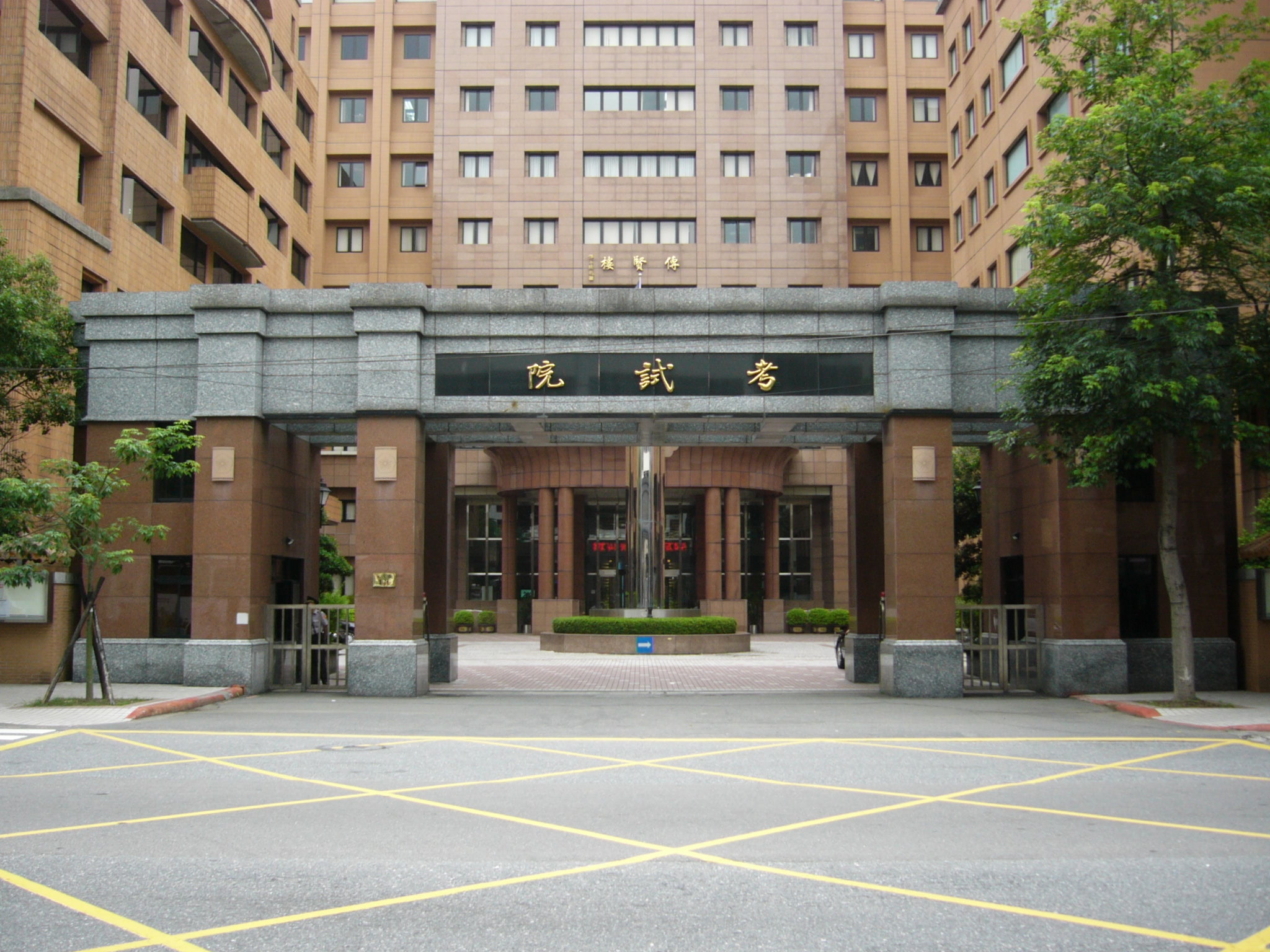
Yuan de Examen.

### Yuan de Examen
El Yuan de Exámenes (YEx) funciona como una comisión de la función pública e incluye dos ministerios: el Ministerio de Exámenes, que recluta funcionarios mediante oposiciones, y el Ministerio de Personal, que gestiona la función pública. El Presidente nombra al Presidente del Yuan de Exámenes. El actual Presidente del Yuan de Exámenes es Wu Jin-lin.

## Partidos políticos y elecciones

### Elecciones recientes
Resultados de las elecciones presidenciales  y las elecciones legislativas del 2024
|  | 34.58 % |

|  | 36.16 % |

|  | 22.07 % |

|  | 2.51 % |

|  | 0.93 % |

|  | 0.85 % |

|  | 0.69 % |

|  | 0.51 % |

|  | 0.33 % |

|  | 0.31 % |

|  | 0.29 % |

|  | 0.27 % |

|  | 0.14 % |

|  | 0.13 % |

|  | 0.09 % |

|  | 0.07 % |

### Partidos políticos
En julio de 2015, había 277 partidos registrados oficialmente en Taiwán. Tras las elecciones presidenciales de 2000 y las legislativas de 2001, Taiwán quedó fragmentado entre varios partidos políticos. Estos partidos pueden dividirse en facciones "azules" (Coalición Pan-Azul) y facciones "verdes" (Coalición Pan-Verde), con la facción "azul" tendente a la unificación y a una identidad nacional vinculada a China y la facción "verde" inclinada hacia una identidad nacional basada en la independencia de Taiwán y separada de la identidad nacional china. La compleja estructura del sistema de partidos de Taiwán también se vio influida por el sistema de votación, que utiliza el voto único no transferible para las elecciones legislativas y el sistema de first-past-the-post para las ejecutivas. A partir de las elecciones legislativas de 2008, el sistema de SNTV se descartó en favor de un distrito uninominal (SMD) mixto con representación proporcional basada en los votos de los partidos nacionales, similar al de Japón.
La facción "azul" procede del color del KMT e incluye al KMT, al Partido Primero el Pueblo y al Partido Nuevo. La facción "verde" proviene del color del Partido Progresista Democrático e incluye al Partido Progresista Democrático, al Partido Socialdemócrata y al Partido para la Construcción del Estado de Taiwán.

#### Partido Progresista Democrático (PPD)
Después de 1986, el poder del KMT se vio amenazado por la aparición de partidos políticos competidores. Antes de 1986, los candidatos opositores al KMT se presentaban a las elecciones como independientes o "apartidistas". Antes de las elecciones de 1986, muchos "apartidistas" se agruparon para crear el primer partido de la oposición de Taiwán, el Partido Progresista Democrático (PPD). A pesar de la prohibición oficial de formar nuevos partidos políticos, las autoridades gubernamentales no prohibieron operar al PPD, y en las elecciones de 1986 éste y los candidatos independientes obtuvieron más del 20% de los votos.
La Ley de Organizaciones Cívicas, aprobada en 1989, permitió la formación de nuevos partidos políticos, legalizando así al PPD, y su apoyo e influencia aumentaron. En las elecciones al Yuan Legislativo de 1992, el PPD obtuvo 51 de los 161 escaños del órgano. Aunque sólo era la mitad de los escaños del KMT, convirtió la voz del PPD en un factor importante en las decisiones legislativas. Ganar la alcaldía de Taipéi en diciembre de 1994 mejoró significativamente la imagen del PPD. El PPD continuó con su buena actuación en las elecciones legislativas de 1995, ganando 45 de los 157 escaños frente a los 81 del KMT. En las elecciones locales de noviembre de 1997, el PPD superó por primera vez al KMT: obtuvo 12 de los 23 escaños de magistrado y alcalde, frente a los 8 del KMT, y obtuvo el 43% de los votos, frente al 41% del KMT.
La mayoría de los miembros del PPD son de la etnia hoklo, la más numerosa de Taiwán. El PPD sostiene que Taiwán es una entidad separada de China continental y apoya una "República de Taiwán" independiente como parte de su plataforma. Sin embargo, la reciente minimización de la independencia de Taiwán por parte del PPD como partido dio lugar a la formación, en diciembre de 1996, de un nuevo partido político llamado Partido de la Independencia de Taiwán.

#### Kuomintang (KMT)
Hasta 1986, el sistema político de Taiwán estaba controlado por un partido, el KMT, cuyo líder era también el Presidente. Muchos altos cargos políticos eran miembros del partido. Contaba con más de dos millones de afiliados y su patrimonio neto superaba los 61.200 millones de dólares, lo que lo convertía en el partido político más rico del mundo.

#### Partido Popular de Taiwán (TPP)
El Partido Popular de Taiwán fue creado el 6 de agosto de 2019 por Ko Wen-je, que es su primer y actual presidente. Es un partido de centro-izquierda que se considera una alternativa tanto al PPD como al KMT.

#### Partido del Nuevo Poder (NPP)
El Partido del Nuevo Poder se formó a principios de 2015. El partido surgió del Movimiento Estudiantil Girasol en 2014, y aboga por los derechos humanos universales, las libertades civiles y políticas, así como por la independencia/nacionalismo de Taiwán. El NPP cuenta actualmente con 3 miembros en el Yuan Legislativo.

#### Partido Socialdemócrata (SDP)
El Partido Socialdemócrata se formó a principios de 2015. El partido surgió del Movimiento Estudiantil Girasol en 2014, y aboga por un partido socialdemócrata y progresista, pidiendo la reducción de la desigualdad de ingresos, la protección de los derechos laborales, la abolición de la pena de muerte y la legalización del matrimonio entre personas del mismo sexo. El SDP tiene actualmente 1 miembro en el Consejo Municipal de Taipéi.

#### Partido para la Construcción del Estado de Taiwán (TSP)
El Partido para la Construcción del Estado de Taiwán aboga por la independencia de iure de Taiwán y se considera un estrecho aliado del Partido Progresista Demócrata. El TSP se formó principalmente porque el PPD tuvo que moderar su postura respecto a la independencia de Taiwán, dejando un hueco en el espectro político taiwanés. El partido atrajo por primera vez la atención nacional cuando Chen Po-wei ganó el distrito 2 de Taichung y obtuvo su primer escaño en el Yuan Legislativo.

#### Partido Primero el Pueblo (PFP)
Tras las elecciones presidenciales de marzo de 2000 se formó un nuevo partido de la oposición, encabezado por el candidato inconformista del KMT. El Partido Primero el Pueblo está compuesto principalmente por antiguos miembros del KMT y del NP que apoyaron la candidatura presidencial del exgobernador provincial de Taiwán del KMT, James Soong. El PFP tenía 17 miembros en la LY antes de las elecciones de 2001, pero aumentó su representación a más de 40 en esas elecciones.

#### Partido Nuevo (NP)
El Partido Nuevo fue creado en agosto de 1993 por un grupo formado en gran parte por miembros del KMT de segunda generación que estaban descontentos tanto con la corrupción en el KMT como con lo que consideraban la "taiwanización" de la ideología y el liderazgo del KMT. El NP hace hincapié en el "gobierno limpio" y en el enfoque original del KMT sobre la unificación con China continental. La influencia del NP sigue siendo modesta y parece en declive; obtuvo 21 de los 164 escaños del Yuan Legislativo en las elecciones de 1995, pero sólo 11 de los 225 escaños en 1998. El Partido Nuevo fue casi aniquilado en las elecciones de 2001, ya que sus miembros desertaron y se pasaron al Partido Primero el Pueblo.

#### Unión de Solidaridad con Taiwán (TSU)
En 2001, partidarios del expresidente Lee fundaron la Unión de Solidaridad con Taiwán (TSU). Aunque Lee no se afilió a este partido, es nombrado su líder espiritual y la mayoría cree que lo respaldó. La TSU se formó principalmente porque, al tomar el poder, el PPD tuvo que moderar su postura respecto a la independencia de Taiwán, dejando un hueco en el espectro político taiwanés. En un intento de ayudar al bando "verde" a lograr el control en el Yuan Legislativo, la TSU se formó para atraer a los votos radicales sobrantes del PPD y el apoyo localista al KMT. El TSU había expresado a menudo que quería ser la "minoría decisiva".
Además de los partidos mencionados, existen otros como:
- Taiwan Number One Party
- New Nation Alliance
- Democratic Alliance
- Partido de la Ley Natural (National Law Party)
- Partido por la Independencia de Taiwán
- Green Party Taiwan
- Non-Party Alliance
- Peasant Party
- Chinese Liberal Democratic Party
- Partido Laborista
- Third Society Party

Aunque siguen existiendo algunos roces entre los inmigrantes chinos de 1949 y los taiwaneses nativos, con el tiempo han disminuido y se ha producido una fusión gradual de ambas comunidades. En 1972, el entonces primer ministro Chiang Ching-kuo inició un esfuerzo concentrado para que los taiwaneses ocuparan más altos cargos en la administración central y en el KMT. Tras su llegada a la presidencia en enero de 1988, Lee Teng-hui, taiwanés de origen, continuó este proceso. Las medidas adoptadas por el gobierno para reparar los errores del pasado, como la creación de un monumento en memoria de las víctimas del incidente del 28 de febrero, han contribuido a este proceso.

## Lectura adicional
- Tsang, Steve (2006). The Cold War's Odd Couple: The Unintended Partnership between the Republic of China and the UK (en inglés). I.B. Tauris. ISBN 1-85043-842-0.
- Steve Tsang, ed. (2006). If China Attacks Taiwan: Military strategy, politics and economics. (en inglés). Routledge. ISBN 0-415-38018-9.
- Portal:República de China. Contenido relacionado con República de China.

- Datos: Q707438
- Multimedia: Politics of Taiwan / Q707438